# Xã North Cornwall, Quận Lebanon, Pennsylvania
Xã North Cornwall (tiếng Anh: North Cornwall Township) là một xã thuộc quận Lebanon, tiểu bang Pennsylvania, Hoa Kỳ. Năm 2010, dân số của xã này là 7.553 người.